# Chrysobasis
Chrysobasis är ett släkte av trollsländor. Chrysobasis ingår i familjen dammflicksländor.
Kladogram enligt Catalogue of Life:
| Chrysobasis | \| \| Chrysobasis buchholzi \| \| \| \| \| \| Chrysobasis lucifer \| \| \| \| |
|             | \| \| Chrysobasis buchholzi \| \| \| \| \| \| Chrysobasis lucifer \| \| \| \| |
|             | Chrysobasis buchholzi                                                         |
|             |                                                                               |
|             | Chrysobasis lucifer                                                           |
|             |                                                                               |